# Грин Оукс (Илиноис)
Грин Оукс (енгл. Green Oaks) град је у америчкој савезној држави Илиноис.

## Демографија
По попису из 2010. године број становника је 3.866, што је 294 (8,2%) становника више него 2000. године.
| Група             | 2000.         | 2010.         |
| Белци             | 3.167 (88,7%) | 3.259 (84,3%) |
| Афроамериканци    | 62 (1,7%)     | 54 (1,4%)     |
| Азијати           | 195 (5,5%)    | 327 (8,5%)    |
| Хиспаноамериканци | 94 (2,6%)     | 128 (3,3%)    |
| Укупно            | 3.572         | 3.866         |